# São Nicolau

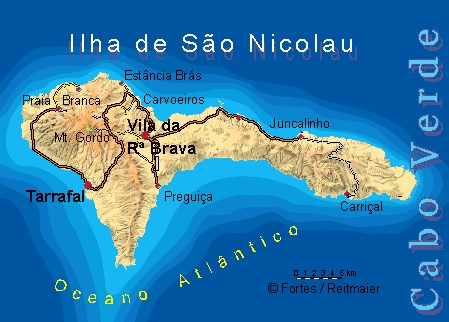
Mapa wyspy

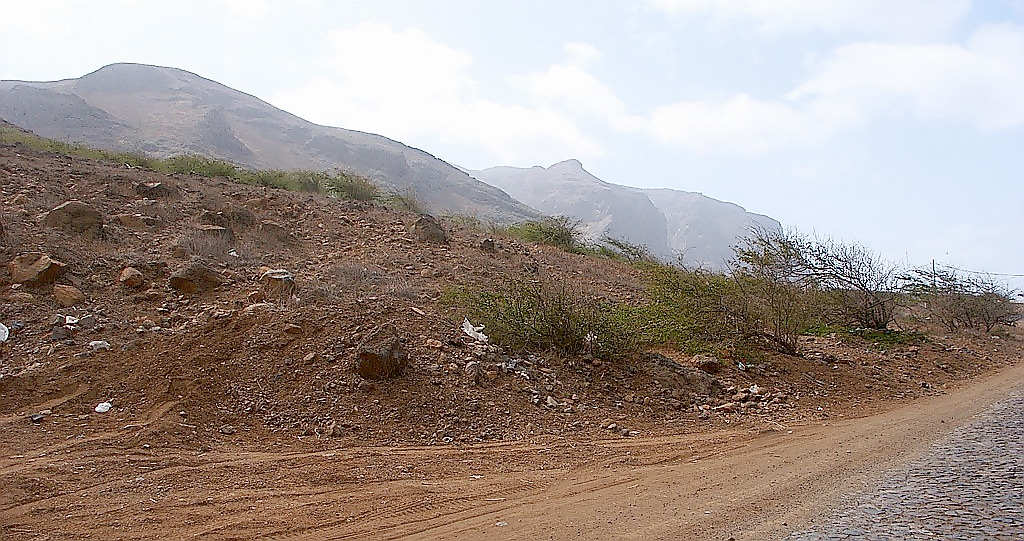
Kamienna droga z widokiem na góry

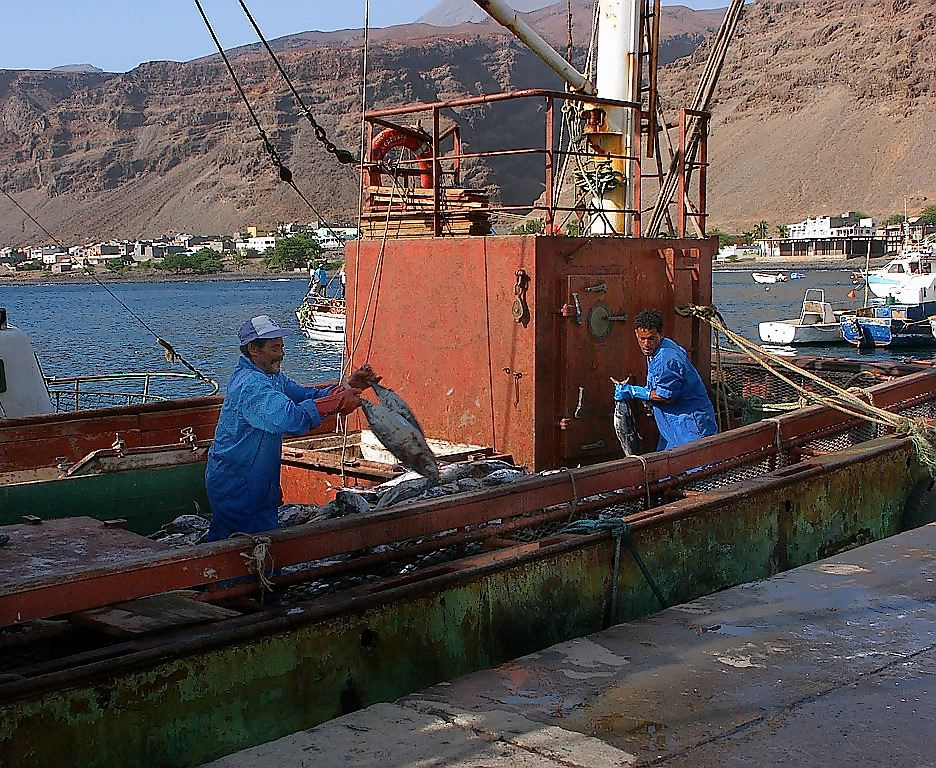
Łódź rybacka w Tarrafal de São Nicolau

São Nicolau (z port. Święty Mikołaj) jest wyspą należącą do archipelagu 
Wysp Zawietrznych, które wchodzą w skład Wysp Zielonego Przylądka.
Wyspa położona jest między Santa Luzia a Sal. Ludność wynosi 12 864 na obszarze 388 km². Gospodarka bazuje głównie na rolnictwie, rybołówstwie i turystyce w pobliżu plaż. Większość mieszkańców żyje na wsi. Port lotniczy Preguiça mieści się na południu między Vila da Ribeira Brava a Campo.

## Geografia
Górzysta wyspa jest w większości rolnicza, lecz narażona na susze. Płaskie tereny i wzgórza dominują na wybrzeżu i w środkowej części. Wschodni kraniec wyspy tworzy półwysep. Najwyższy punkt na wyspie to Monte Gordo (1 312 m). Inne szczyty to Monte Bissau w środkowej części i Pico do Alberto na wschodzie.

## Historia
Zamieszkana od XVI wieku wyspa znana jest ze swych gór i głównego miasta – Ribeira Brava, które długo pozostawało siedzibą diecezji. Innym miastem wyspy jest Tarrafal, port rybacki i promowy. W latach 40. XX wieku całą wyspę dotknęła klęska głodu, która doprowadziła do emigracji, głównie na Wyspy Świętego Tomasza i Książęcą.

## Podział administracyjny
São Nicolau jest podzielona na dwie jednostki samorządowe: Ribeira Brava i Tarrafal de São Nicolau.

### Gminy
Poprzednio istniały dwie gminy: São João Baptista i Santo André. Obecnie jest jedna gmina. Obejmujące zachodnią część wyspy Tarrafal de São Nicolau, oddzieliło się od reszty wyspy i utworzyło odrębną jednostkę samorządową. Teraz pokrywa północne i wschodnie części wyspy.

## Osady
| - Baixo Roche - Belém - Berril - Cabeçalinho - Cachaco - Calejão - Calhaus - Campo - Carriçal | - Carvoeiro - Castilhano - Covada - Estância Bras - Fajã de Baixo - Fajã de Cima - Fontaninhas - Hortelão - Jalunga | - Juncalinho - Morro Bras - Praia Branca - Preguiça - Queimada - Ribeira Funda - Ribeira da Ponta - Ribeira Brava (ludność: 4 892) - Tarrafal |

## Inne
São Nicolau ma kilka szkół (colegio), liceów (szkoła średnia), gimnazjów (szkoła wyższa), kościołów, plaż, portów, pocztę i place (praças).

## Znane osoby
- Amandio Cabral (ur. 1934) – śpiewak, który obecnie mieszka w Kalifornii
- Teofilo Chantre (ur. 1964) – muzyk
- Antonio Gominho – pisarz
- Baltasar Lopes da Silva (23 kwietnia 1907 – 28 maja 1989 w Mindelo), pisarz, poeta i lingwista
- José Lopes da Silva (pseudonim Gabrial Mariano, 18 maja 1928 – 18 lutego 2003)